# Гобабис (аэропорт)
Аэропорт Гобабис (ИАТА: GOG, ИКАО: FYGB) — это аэропорт, обслуживающий город Гобабис, Намибия. Аэропорт расположен на высоте 1,441 метр (4 729 футов) над уровнем моря. Длина взлетно-посадочной полосы 07/25: 2265 метров (7431 футов). Длина взлетно-посадочной полосы 11/29: 1,605 метров (5266 футов). Обе имеют гравийное покрытие. Таможня и иммиграция по запросу.